# Ennio Pontussi
Ennio Pedro Pontussi (Mendoza, 17 de febrero de 1929-Salta, 10 de mayo de 2000) fue un ingeniero agrónomo y político argentino, que fue intendente de la ciudad de Salta entre 1997 y 1999, entre otros cargos.

## Biografía
Nació en Mendoza (Argentina) el 17 de febrero de 1929. Obtuvo el título de Ingeniero Agrónomo en la Universidad Nacional de Cuyo.
Ejerció la docencia universitaria en la Universidad Nacional de Salta donde dio la cátedra de Introducción a los Recursos Naturales y desde 1981 a 1985 fue Rector de la Universidad Católica de Salta.
Publicó varios libros sobre su especialidad universitaria: “Geografía del Noroeste Argentino” (1994), “El Bermejo y el Mercosur” (1992), “Diagnóstico del Medio Ambiente de la región NOA” (1991), “Características  de las aguas superficiales del Valle de Lerma, Prov. de Salta” (1987), “Informe Final de Proyecto: NOA Hídrico Salta” (1987),  “El riego en  Salta” (1971), etc.
Sus cargos en la investigación científica fueron los siguientes: Técnico de la Estación Experimental del INTA Salta, Director del Proyecto Desarrollo de los Recursos Hídricos del NOA, Director del Proyecto SUBCYT “La Calidad Física y Química de las Aguas del Valle de Lerma”, Coordinador designado por el Consejo Provincial del Medio Ambiente. También se desempeñó como Perito de la Corte de Justicia de Salta, Asesor del Ministerio de Obras Públicas de La Pampa, asesoramiento a  empresas de Salta, etc.
Es padre de la exconcejal de Salta capital, Susana Pontussi.

## Carrera política
Fue afiliado al Partido Renovador de Salta que respondía al gobernador Roberto Ulloa.
En sus comienzos en la política fue Jefe de la División Irrigación de la Administración General de Aguas de Salta, Interventor de la Dirección de Bosques y Fomento Agropecuario de Salta y Subsecretario de Asuntos Agrarios y Recursos Naturales (este último cargo en 1964).
Desde el año 1979 al 1981 fue asesor del Ministerio de Economía, Finanzas y Obras Públicas de Salta, además fue miembro del Consejo Provincial del Medio Ambiente en representación del Senado provincial en 1993.
Fue elegido senador provincial por el Departamento de la Capital en representación del PRS entre 1989 a 1993. Además fue elegido como Convencional Constituyente de la Nación en 1994 en donde fue parte de las comisiones de participación democrática y la del régimen federal, sus economías y autonomía municipal.
En el año 1997 es elegido como Intendente de la Ciudad de Salta por el partido renovador y cumplió su mandato hasta 1999. En ese año intentaría retener la intendencia pero perdería contra el candidato del Partido Justicialista y exinterventor Enrique Tanoni.
Luego sería elegido como diputado provincial por la capital por el periodo 1999-2003 y sería elegido por sus pares como vicepresidente primero de la Cámara de Diputados de la Provincia de Salta.
No llegaría a cumplir su mandato como diputado porque fallecería el 10 de mayo de 2000 luego de estar seis meses en la cámara baja provincial.
En 2005 la Universidad Nacional de Salta nombra en su honor al día 10 de mayo como el día del Ingeniero y Licenciado en Recursos natrurales y Medio Ambiente. Además el municipio de la capital salteña le puso su nombre a una avenida que la integraba además de que se abrieron ateneos culturales que llevaron su nombre.